# Сейедабад (Альборз)
Сейедаба́д (перс. سیدآباد‎) — село на севере Ирана, в остане Альборз. Входит в состав шахрестана Талекан. Является частью дехестана (сельского округа) Миан-Талекан бахша Меркези.

## География
Село находится в северо-западной части Альборза, в горной местности южного Эльбурса, на расстоянии приблизительно 39 километров к северо-северо-западу (NNW) от Кереджа, административного центра провинции. Абсолютная высота — 2093 метра над уровнем моря.

## Население
По данным переписи 2006 года население села составляло 949 человек (481 мужчина и 468 женщин). В Сейедабаде насчитывалось 233 семьи. Уровень грамотности населения составлял 89,36 %. Уровень грамотности среди мужчин составлял 90,64 %, среди женщин — 88,03 %.